# Distrito de Huacullani
El distrito peruano de Huacullani es uno de los 7 distritos que conforman la provincia de Chucuito, ubicada en el departamento de Puno en el sudeste Perú, bajo la administración del Gobierno regional de Puno.
Desde el punto de vista jerárquico de la Iglesia católica forma parte de la Prelatura de Juli en la Arquidiócesis de Arequipa.

## Historia
En época colonial solamente fue un campamento, de las minas del cerro Ingenio se sostiene que había un cuartel habitado, de la familia de Danilo Maslesa Radulovic, que protegía las minas de plata, siendo este el primer alcalde del pueblo, luego la aduana se asentó temporalmente posiblemente con el mismo objetivo, estuvo poblado por obreros y caudillos, que se quedaron y los primeros españoles serían Francisco de Carvajal en compañía de sus soldados se pasó a Chuquiago Bolivia y Diego Llanos en compañía de Berrios y Julio Cesar Cruz Gallardo Meneses al pasar la subida de Ingenio (Cerro) encontraron una veta de oro y de plata que los motivó a quedarse, construyendo una choza de piedra y paja, e iniciaron a explorar las minas. Los primeros pobladores que estaban en Huacullani serían los Choques, Zapanas, Chipanas, Chambillas, Quispes y Huarahuaras que se supone serían descendientes de los reinos altiplánicos que habitaban este Lugar.
Huacullani antes de ser distrito fue villa. Los abuelos cuentan que los curas de Pomata y Zepita hicieron una apuesta: quien llegara primero al lugar llamado Huacullani lo anexaría a su jurisdicción, pues la iglesia tenía como dominio lugares extensos. Estos dos curas partieron de la prelatura de Juli rumbo a Huacullani para extender sus dominios; cada uno tomó caminos diferentes y cuando el cura de Zepita estaba en la apacheta entre los cerros de Kunca Aycha y Pachajira sonó la campana del pueblo, pues había llegado primero el cura de Pomata. Así el cura de Zepita lloró resignado, y anexó a su jurisdicción los territorios hasta donde había llegado, y lanzó una maldición para que así nunca se casaran los Huacullaneños y Zepiteños.

## Geografía
Se encuentra ubicado en la región Suni, a 16° 37′ 50″ de latitud sur y 69° 9′ 20″ de longitud oeste del meridiano de Greenwich y a 3940 m s. n. m. (metros sobre el nivel del mar).
Está situado en el oeste de la provincia linda al norte con los distritos de Juli y de Pomata; al sur con el de Pisacoma; al este con los de Zepita y de Kelluyo; y al oeste con los de Conduriri y Santa Rosa, ambos en la vecina Provincia de El Collao.

## Demografía
La población estimada en el año 2000 es de 5952 habitantes.

## Capital
La Capital del distrito es la ciudad de Huacullani ubicada sobre los 3910 m s. n. m. (metros sobre el nivel del mar).

## Autoridades

### Municipales
- Autoridades Vigentes
  - Alcalde: Magno Tito Apaza Mamani, (CONFÍA).
  - Regidores:

  1. Melaneo Catari Maraza, (CONFÍA).
  2. Yaneth Lidecia Huarahuara Mamani, (CONFÍA).
  3. Virgilio Rivera Llanos, (CONFÍA).
  4. Yonica Doris Chambilla Mendoza, (CONFÍA).
  5. Edilberto Luna Toma, (MIRA).

Alcaldes anteriores
- 1964-1966: Marcos Chino Catacora, Alianza Acción Popular - Democracia Cristiana.
- 1967-1969: Carlos Luna Vilca, Lista Independiente Único de Campesinos Progresistas.
- 1981-1983: Eloy Quispe Machaca, Acción Popular.
- 1984-1986: Porfirio Cutipa Cauna, Izquierda Unida.
- 1987-1989: César Rubén Páez Birreos, Partido Aprista Peruano.
- 1990-1992: Porfirio Cutipa Cauna, Izquierda Unida.
- 1993-1995: Germán Wilfredo Zavala Morales, Movimiento Libertad.
- 1996-1998: Hermogenes Almanza Carita, L.I. Nro  3 Acción Vecinal Pro Chucuito.
- 1999-2002: Epifanio Zamalloa Tapia, Partido Aprista Peruano.
- 2003-2006: Manuel Llanos Huarahuara, Partido Democrático Somos Perú.
- 2007-2010: Jaime Musaja Chipana, Partido Aprista Peruano.
- 2011-2014: Braulio Morales Choquecahua, Unión por el Perú.
- 2015-2018: Withle Luna Cabrera, Moral y Desarrollo.
- 2019-2022: Basilio Mendoza Uriarte, (Poder Andino).
- 2023-2026: Magno Tito Apaza Mamani, (CONFIA).

## Festividades
- Abril: Semana Santa
- Mayo: Aniversario 2 de mayo
- Junio: San Juan Bautista 24 y 25 (Yorohoco)
- Octubre: Virgen del Rosario.